# 共青河新城
共青河新城，是广东省茂名市以茂名奥林匹克体育中心为主体规划建设的新城区，以电白区规模最大的多源引水灌溉工程“共青河”命名，新城位于电白区七迳镇与坡心镇的交界地带，东至包茂大道，西至潘州大道，南至平安大道（规划），北至龙吉大道（规划），规划面积1247.69公顷（约1.88万亩），其中先行开发的启动区为3000亩，规划人口为15万人，定位为“未来都市之心、现代山水家园”。

## 历史
2017年9月，茂名市人民政府在申办广东省运动会时，提出新建茂名奥林匹克体育中心作为省运会主场馆，同时配套规划建设社区，选址该市中组团区域，理由为此地“产业发展成熟、土地征拆成本低、对外交通便捷，有利于高效快速开展建设”，并命名为“共青河新城”。2018年8月，茂名市在获得2026年广东省第十七届运动会承办权后，宣布将借势启动共青河新城建设，《茂名市城市总体规划（2011-2035年）》将现有的中心城区河东片区和共青河新城片区并列，构建为南北两大城市中心。2018年9月，由上海同济城市规划设计研究院有限公司编制的《茂名市共青河新城城市设计与控制性详细规划》通过专家评审，同年12月向社会公示。
2019年7月，茂名市共青河新城建设指挥部揭牌成立，并开始土地收储工作。2019年12月，共青河新城启动区首宗土地挂牌出让，由保利发展旗下子公司以1.3亿人民币夺得。
2020年7月，历时八个月的共青河新城中央公园修建性详细规划及景观设计国际方案竞赛落下帷幕，由深圳市北林苑景观及建筑规划设计院有限公司设计二院、华南理工大学建筑设计研究院有限公司设计六院二所联合投标的规划方案被选为最终实施方案。2020年9月，共青河新城首所公办学校茂名市崇文学校正式投入使用。2020年12月23日，茂名奥林匹克体育中心项目开工活动在共青河新城举行，标志着共青河新城真正进入建设阶段。
2021年10月22日，茂名市人民政府与广东实验中学举行签约仪式，在共青河新城合作创办广东实验中学附属茂名中学。

## 基础设施

### 小区
根据《茂名市城市总体规划（2011-2035年）》，共青河新城范围内将划分为市民小区、龙吉小区、荔园小区、崇文小区、北辰小区、曙光小区、大德小区、大中小区、大同小区、太和小区、奥体小区、东成小区等12小区，而环共青河新城周边区域将设置大成小区、敬德小区、开元小区、大有小区、康胜小区、康宁小区等6个小区。

### 道路
共青河新城及周边地区将以奥体大道、好心大道、长庆大道、龙吉大道、荔园大道、市民大道、太和大道、迎宾大道、平安大道、潘州大道、包茂大道等11条主干道覆盖。

## 公共设施

### 体育设施
- 茂名奥林匹克体育中心

### 会展设施
- 茂名会展中心

### 文化设施
- 茂名市博物馆（新馆）
- 茂名市文化馆（新馆）
- 茂名市美术馆

### 学校
- 茂名市崇文学校
- 广东实验中学附属茂名中学

### 公园
- 市民公园
- 中央公园

## 交通
- 广湛客运专线 - 茂名南站